# 查为仁
查为仁（1695年—1749年），字心谷，号莲坡，又号莲坡居士。天津人，祖籍浙江海宁。

## 生平
生于康熙三十三年（1694年），康熙五十年（1711年）乡试第一，以主试者赵申楼被讦，獲罪下獄，康熙五十九年（1720年）出獄。雍正元年（1723年），其父曾建查氏园林别墅水西庄。查为仁于此广置图书金石鼎彝，结纳国内著名文人、学者。常与谈汝龙、朝琦、方龙眠、杭世骏、江沆、厉鹗等著名文学家、经学家、诗坛领袖等都曾寓居水西庄，或吟诗作赋，或挥毫书画，或埋头经史，或著书立说，或鉴赏金石、书画、图籍，产生了大量诗词、文章、书法、绘画作品，使天津古代文学艺术事业以水西庄为中心进入了极盛时期。其文人之盛，与扬州马氏玲珑山馆、杭州赵氏小山堂南北并称，成为蜚声海内外的文化胜地。编著和辑刊有《赏菊倡和诗》、《花影庵杂记》、《拟乐府补题》、《沽上题襟集》、《昨非斋草》、《蔗糖未定稿》，与厉鹗合撰有《绝妙好词笺》被收入《四库全书》。著有《庶塘未定稿》9卷、《外集》8卷、《莲坡诗话》，為愛妻金至雲病逝故時念妻而作的《悼亡姬》已亡失，反而是佟宏小妾趙豔雪《和查為仁悼亡诗》兩句：「美人自古如名將，不許人間見白頭」流傳至今。

## 家族
父查日乾，盐商。弟查為禮。